# Skorenovac

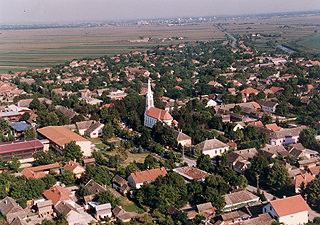
Panorama di Skorenovac

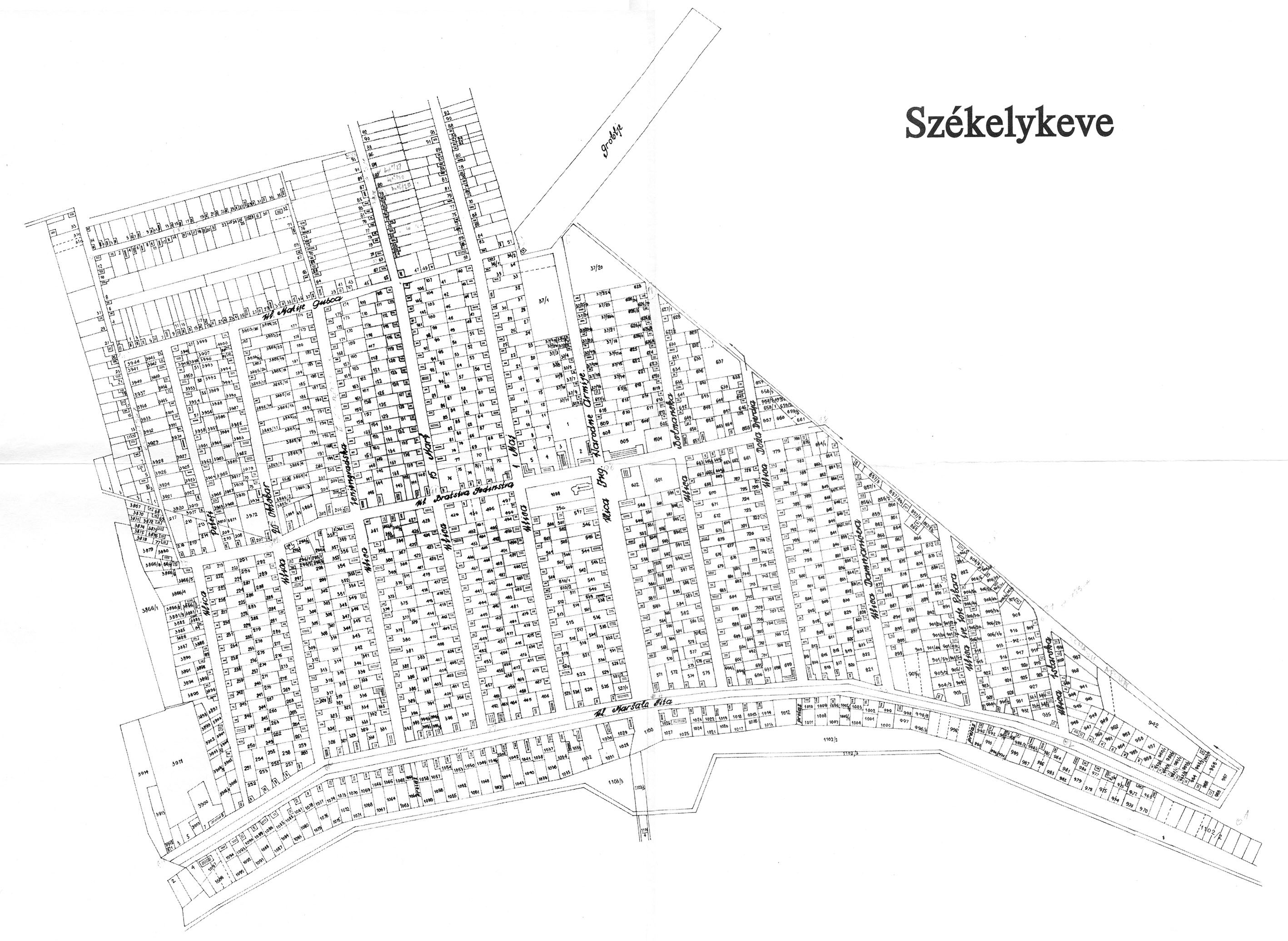
Mappa storica di Skorenovac

Skorenovac (serbo: Скореновац, Skorenovac, ungherese: Székelykeve, tedesco: Skorenowatz) è un villaggio della municipalità di Kovin, nel distretto del Banato Meridionale della Serbia, nella provincia autonoma di Voivodina.

## Storia
Il villaggio denominato Gyurgyova-Rádayfalva (Đurđevo) esisteva già nel 1869-1886 tra Banatski Brestovac e il fiume Danubio. Nel 1869, la popolazione di Gyurgyova arrivava appena a 396 unità. Dopo una iniziale colonizzazione con famiglie del gruppo etnico ungherese dei Palóc, nel 1883 arrivarono 645 famiglie (per un totale di 2000 persone), in prevalenza del gruppo etnico ungherese dei Székely e originari della Bucovina, regione della Moldavia (oggi Romania). 
Tra i primi coloni vi furono anche Svevi e Bulgari del Banato.
Il villaggio di Székelykeve (oggi Skorenovac) venne fondato nel 1886, al tempo di Francesco Giuseppe I d'Asburgo. All'epoca faceva parte della contea di Torontál, Regno d'Ungheria.
Nel 1888 aveva 506 case, il cui numero nel 1910 era salito a 685.
Nel 1889 viene aperta la scuola (gli insegnanti sono: Johan Steiner, János Mischel, Ottilia Müller e Etelka Somogyi.
Nel 1892 viene terminata la chiesa romano-cattolica (il primo parroco è Ferenc Deleme, 1892-1898), dedicata a Santo Stefano d'Ungheria.
Nel 1895 viene aperta la prima biblioteca, con 50 iscritti.
Nel 1898 arriva il primo medico condotto, dott. József Klein.
Nel 1899 viene istituita la prima brigata di pompieri volontari.
Nel 1913 viene fondata la prima cooperativa di consumo con 128 membri.
Nel 1925 viene fondata un'associazione culturale di nome Kultúrszövetség (in ungherese) / Kulturbund (in tedesco), dal 1948 denominata KUD "Sándor Petõfi".
Nel 1932 viene fondato il club calcistico "Kék Duna" (in serbo Plavi Dunav, Danubio blu), il cui primo presidente fu Milivoj Đurkin, mentre il vicepresidente fu il dott. Imre László.

### Denominazioni storiche del villaggio e della regione
Toponimi storici della regione:
- Zkorenovetz Terra (1412)
- Zkorenocz Puszta
- Villa Regalis (1428)

Nomi storici del villaggio:
- Nagygyörgyfalva (1883-1886)
- Székelykeve (1886-1922)
- Skorenovac (dal 1922)
- Skorenowatz (in uso presso i gruppi di lingua tedesca in vari periodi)

## Popolazione e maggiori gruppi etnici

### Tabella 1
| 1910 | 4,541 | Ungheresi | 73.31% | Svevi (tedeschi) | 11.94% | Bulgari del Banato | 9.69% | Slovacchi | 2.53% | Serbi     | 1.26% |
| 1921 | 4,195 | Ungheresi | 81.83% | Bulgari          | 10.27% | Tedeschi           | 7.34% | Serbi     | 0.36% | Slovacchi | 0.05% |
| 1948 | 4,465 | Ungheresi | 84.46% | Bulgari          | 11.22% | Serbi              | 3.18% | Tedeschi  | 0.70% | Slovacchi | 0.05% |
| 1991 | 3,213 | Ungheresi | 80.36% | Serbi            | 9.40%  | Jugoslavi          | 3.36% | Bulgari   | 2.53% | Tedeschi  | 0.15% |
| 2002 | 2,501 | Ungheresi | 86.71% | Serbi            | 5.47%  | Bulgari            | 2.99% | Jugoslavi | 1.04% | Tedeschi  | 0.07% |

### Tabella 2
| Anno        | 1869  | 1875  | 1880  | 1900  | 1910  | 1915  | 1921  | 1931  | 1936  |
| ----------- | ----- | ----- | ----- | ----- | ----- | ----- | ----- | ----- | ----- |
| Popolazione | 396   | N.D.  | 298   | 3,399 | 4,541 | 4,486 | 4,195 | 4,099 | 4,366 |
| Case        | N.D.  | 265   | N.D.  | 664   | 853   | N.D.  | 847   | 927   | N.D.  |
| Anno        | 1939  | 1942  | 1948  | 1953  | 1961  | 1971  | 1981  | 1991  | 2002  |
| Populazione | 4,271 | 4,464 | 4,465 | 4,403 | 4,306 | 4,021 | 3,731 | 3,213 | 2,501 |
| Case        | N.D.  | 1,020 | 1,069 | 1,105 | 1,143 | 1,119 | 1,328 | 1,086 | N.D.  |

## Cittadini famosi
- Zoltán Dani, il militare (del gruppo etnico ungherese) che divenne famoso (ed è ancora oggi ricordato come un eroe) come colonnello della contraerea jugoslava per aver abbattuto un aereo NATOF-117 il 27 marzo 1999.

## Galleria d'immagini

### Galleria d'immagini del villaggio

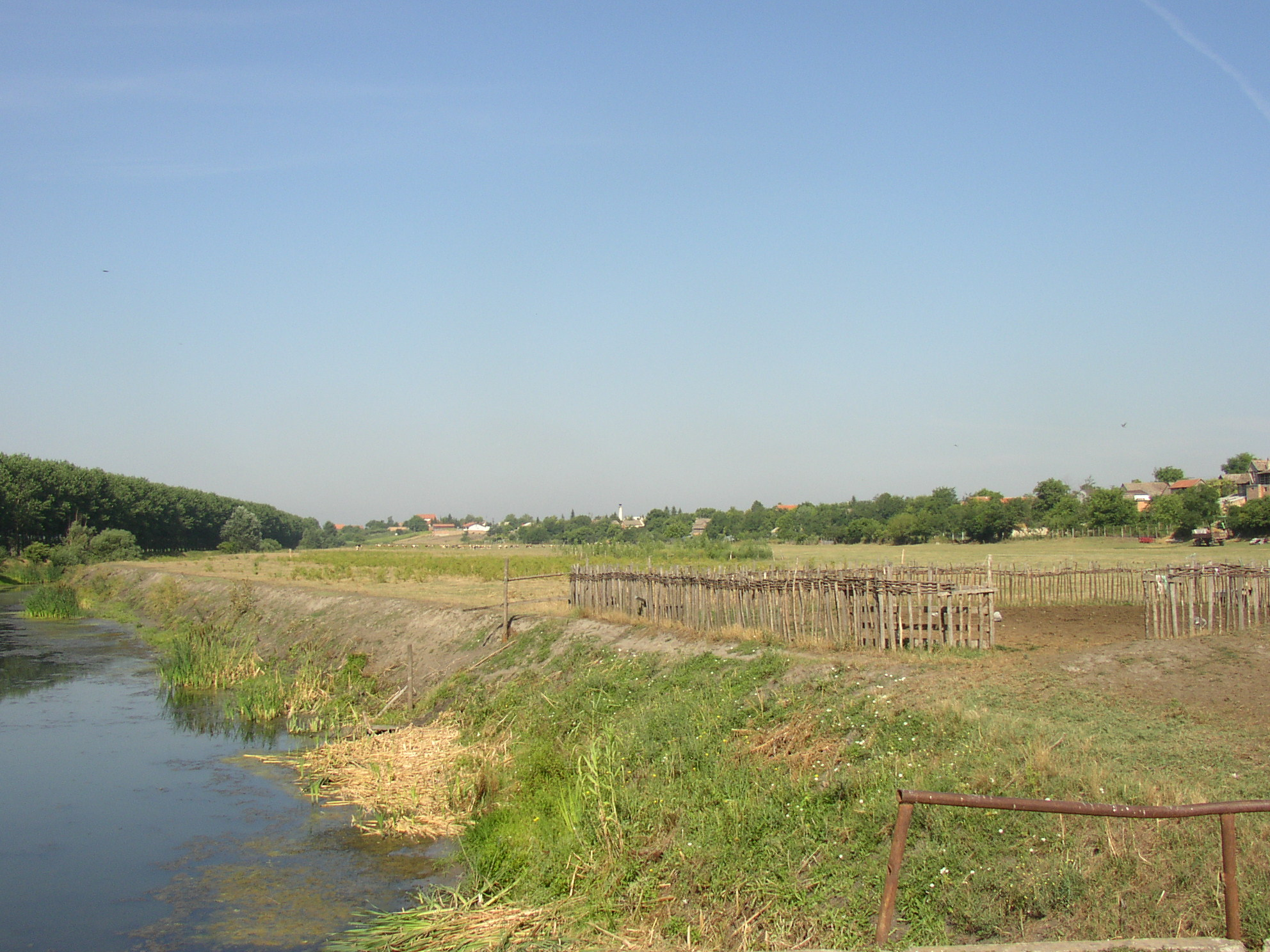
Immagine di Skorenovac
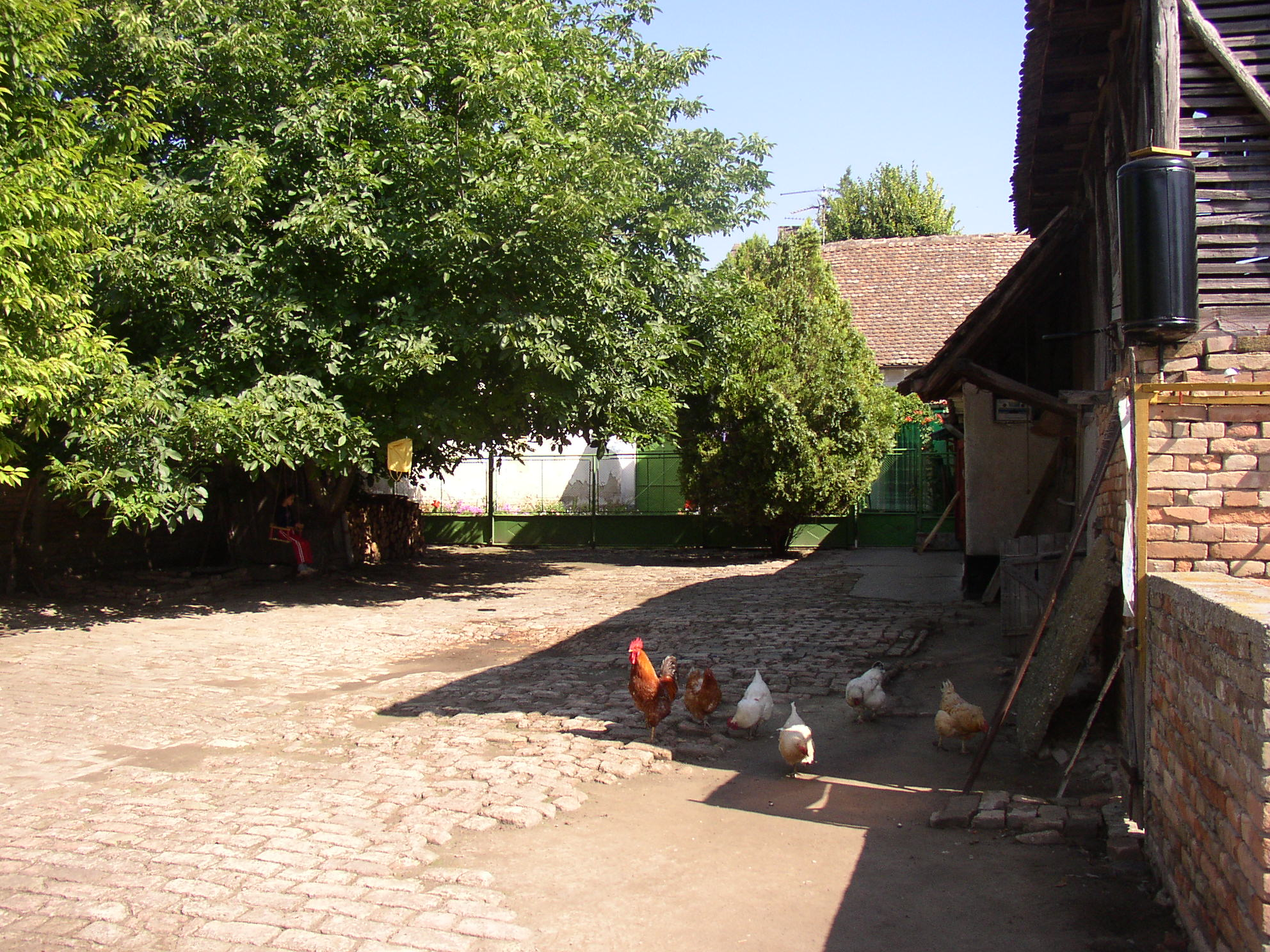
Immagine di Skorenovac
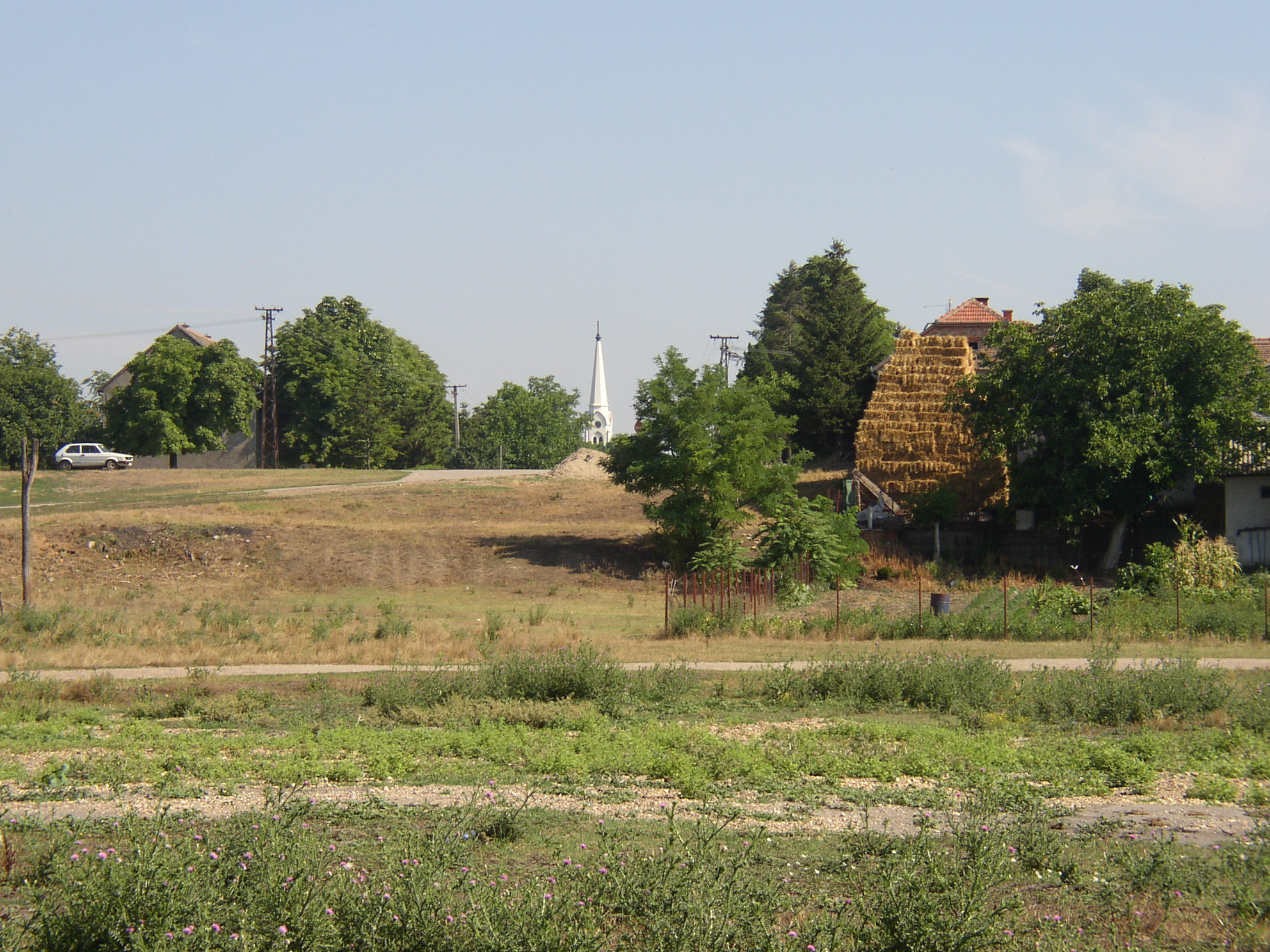
Immagine di Skorenovac
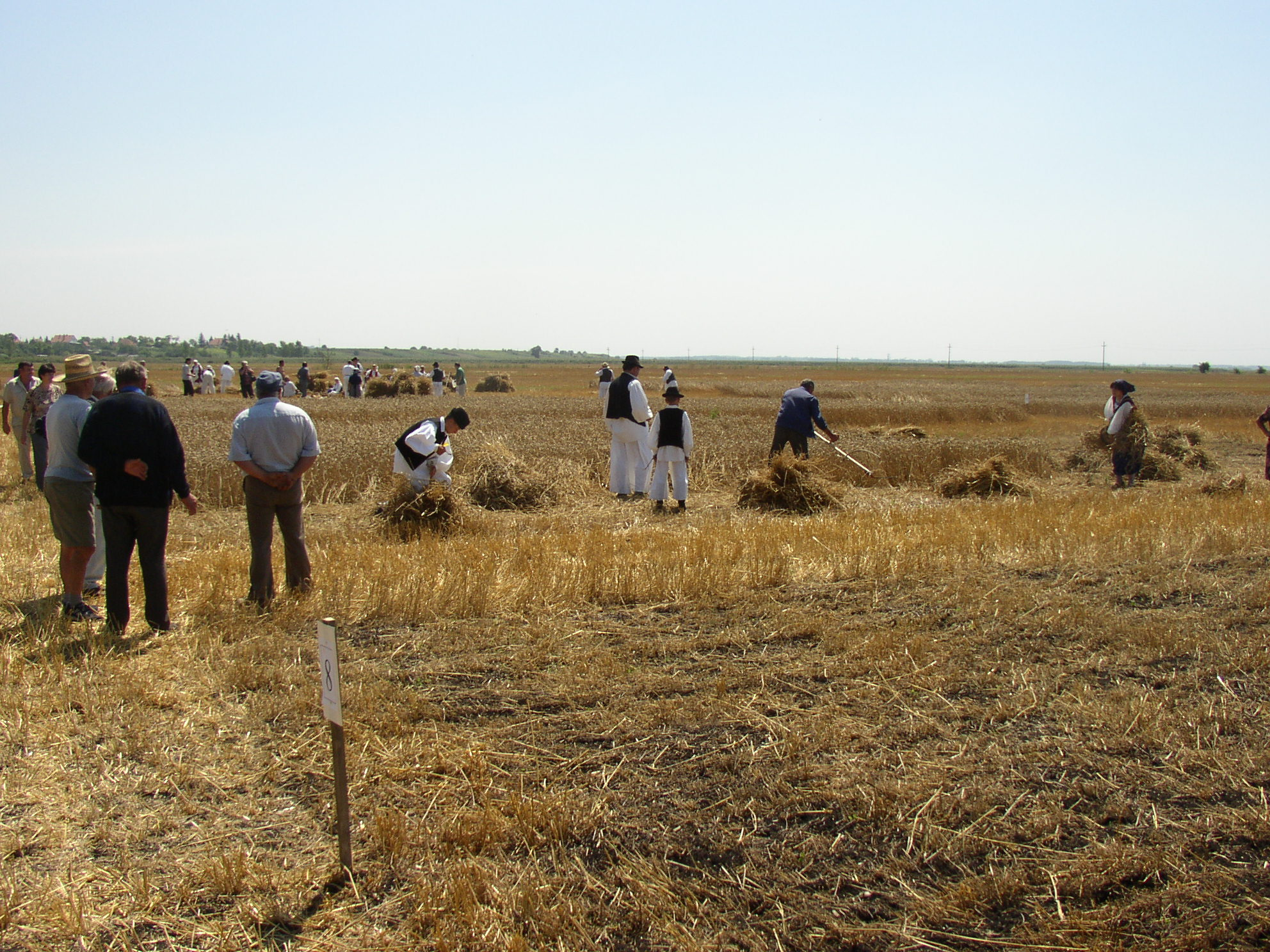
Immagine di Skorenovac
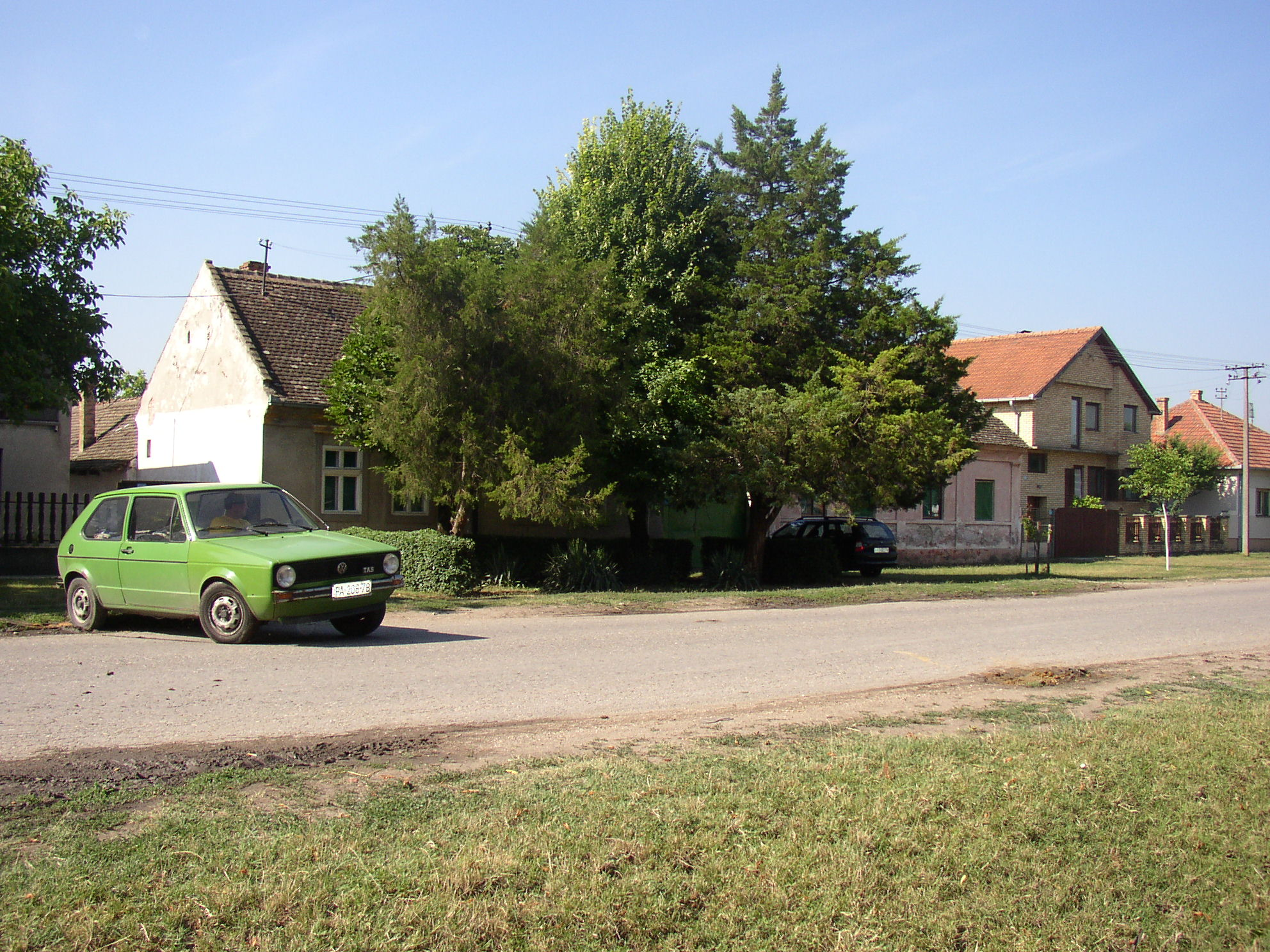
Dettaglio della strada principale di Skorenovac
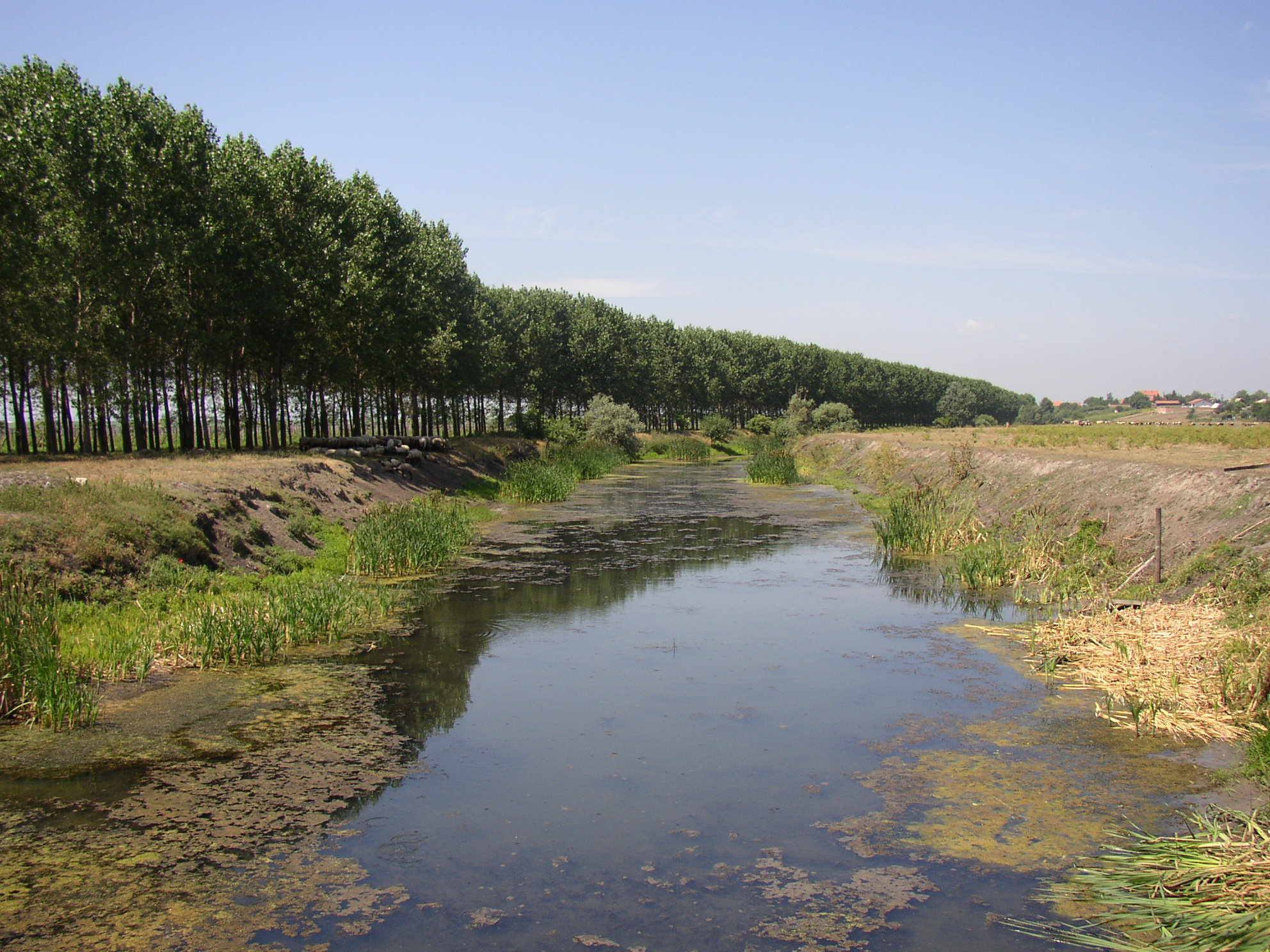
Un canale nei presso di Skorenovac
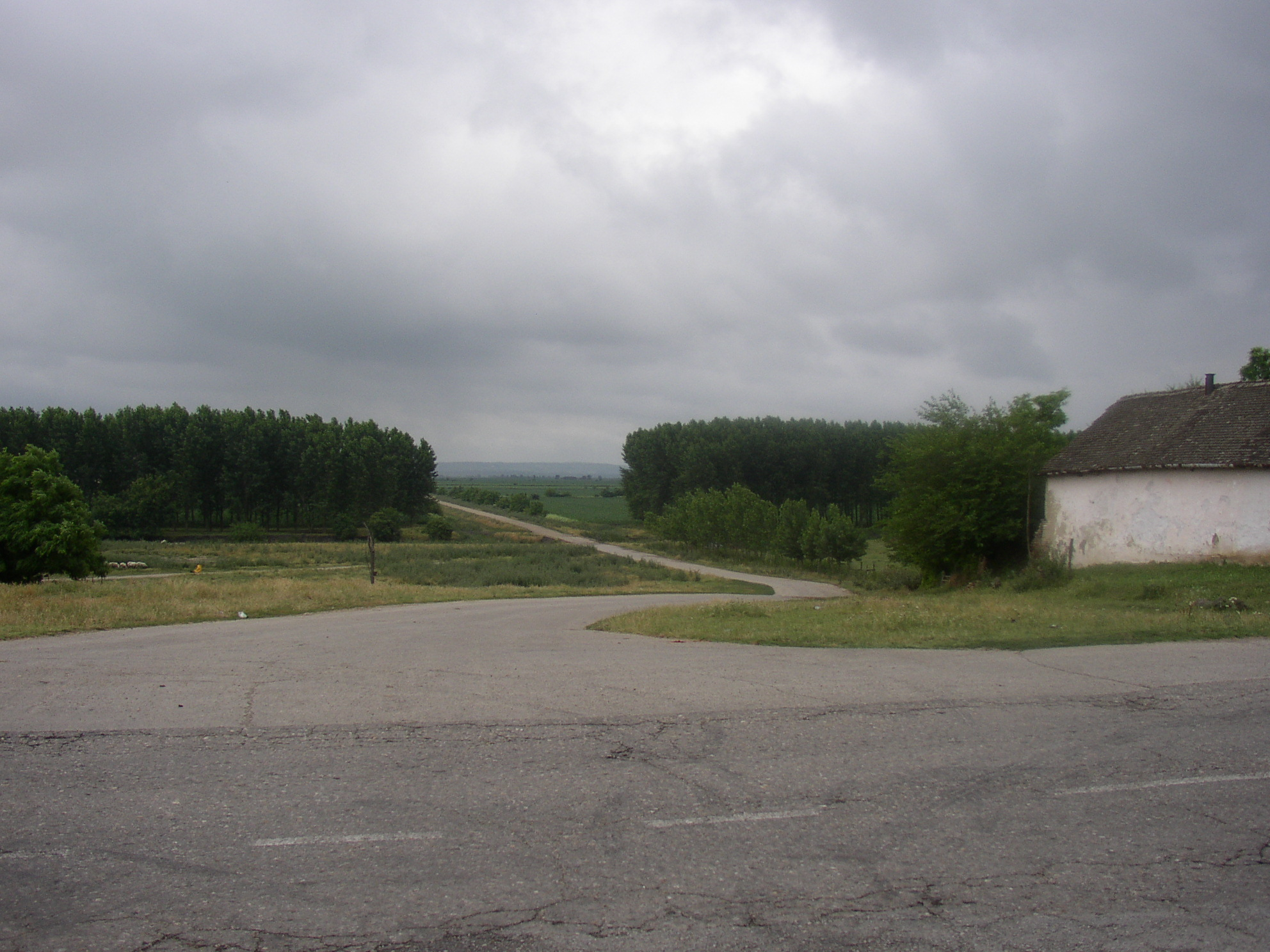
Una tempesta estiva a Skorenovac
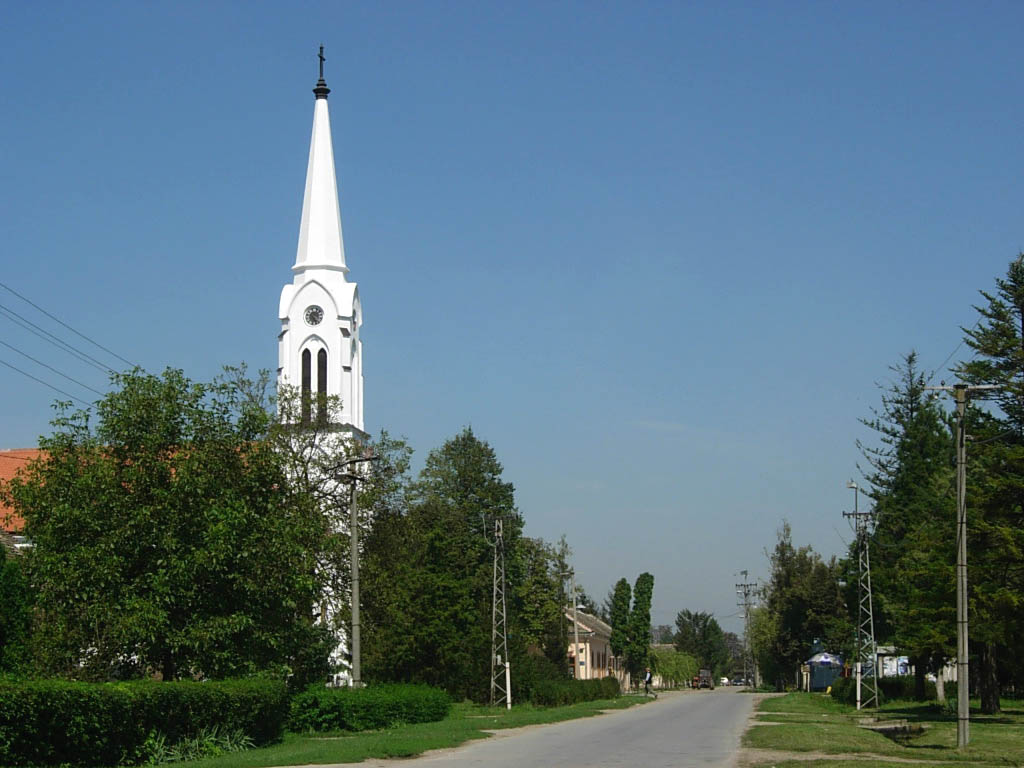
La locale parrocchiale, dedicata a Santo Stefano d'Ungheria

### Varie immagini sulla vita quotidiana e le tradizioni locali

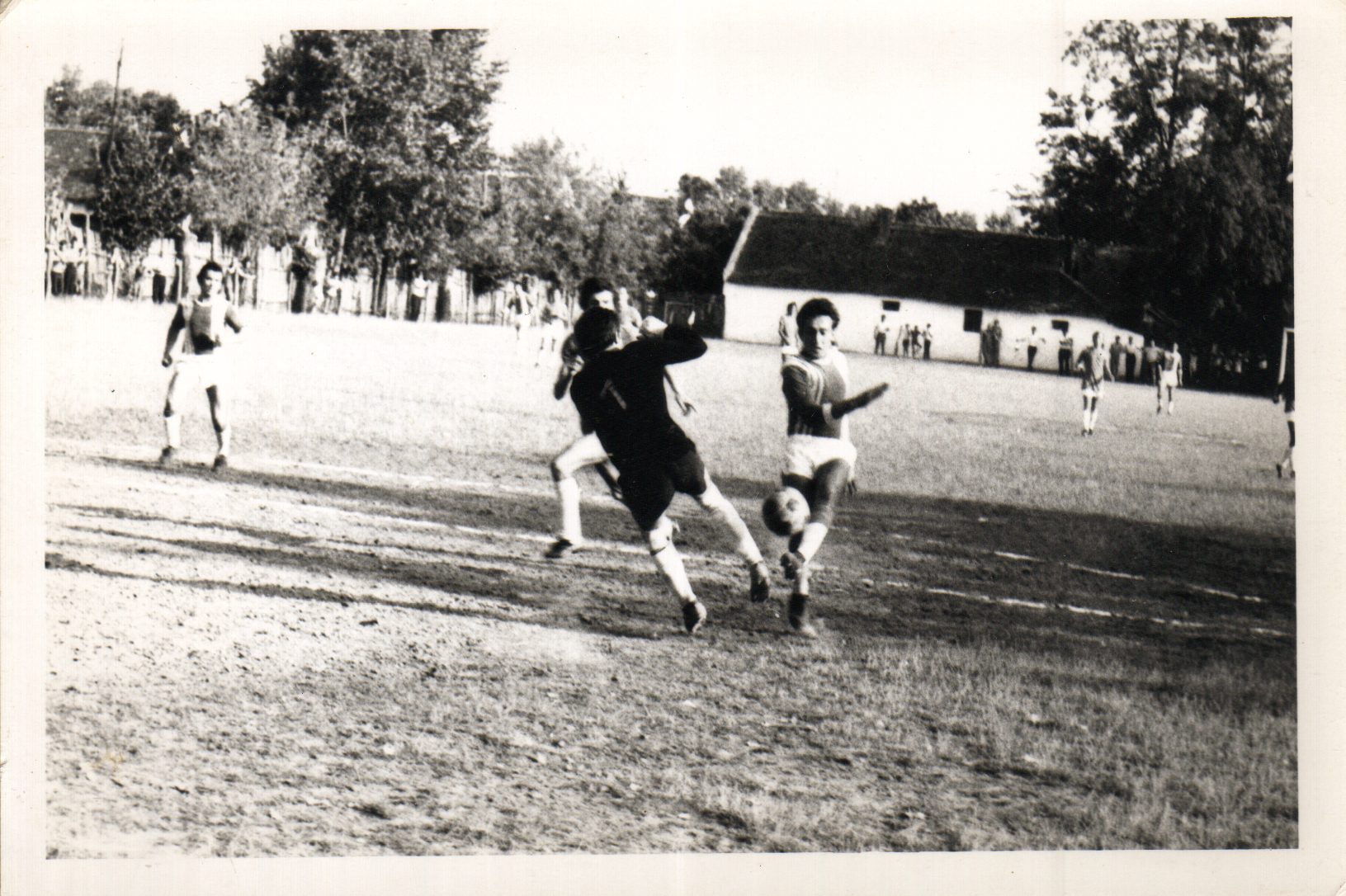
Calcio negli anni '70
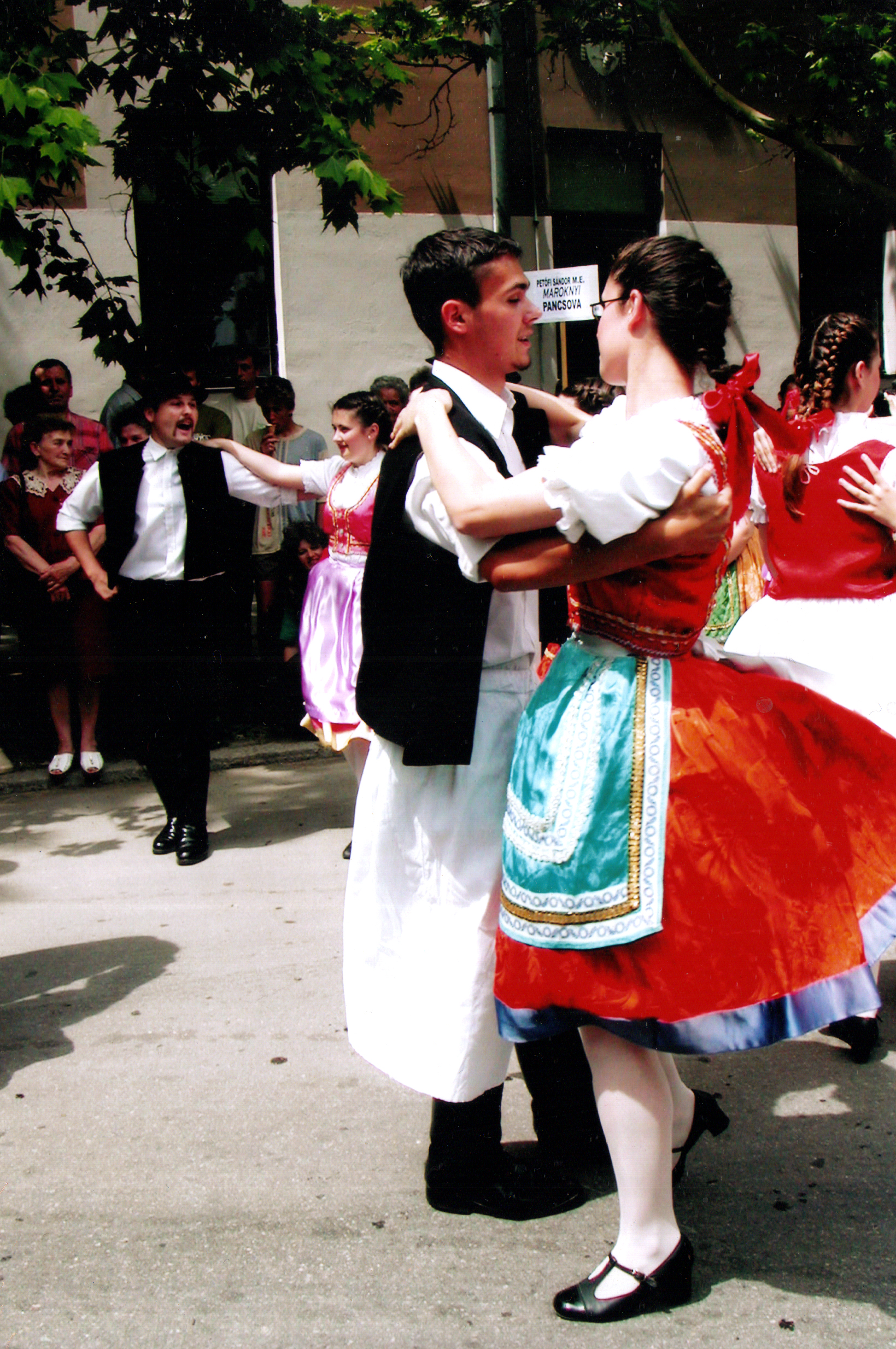
Csárdás
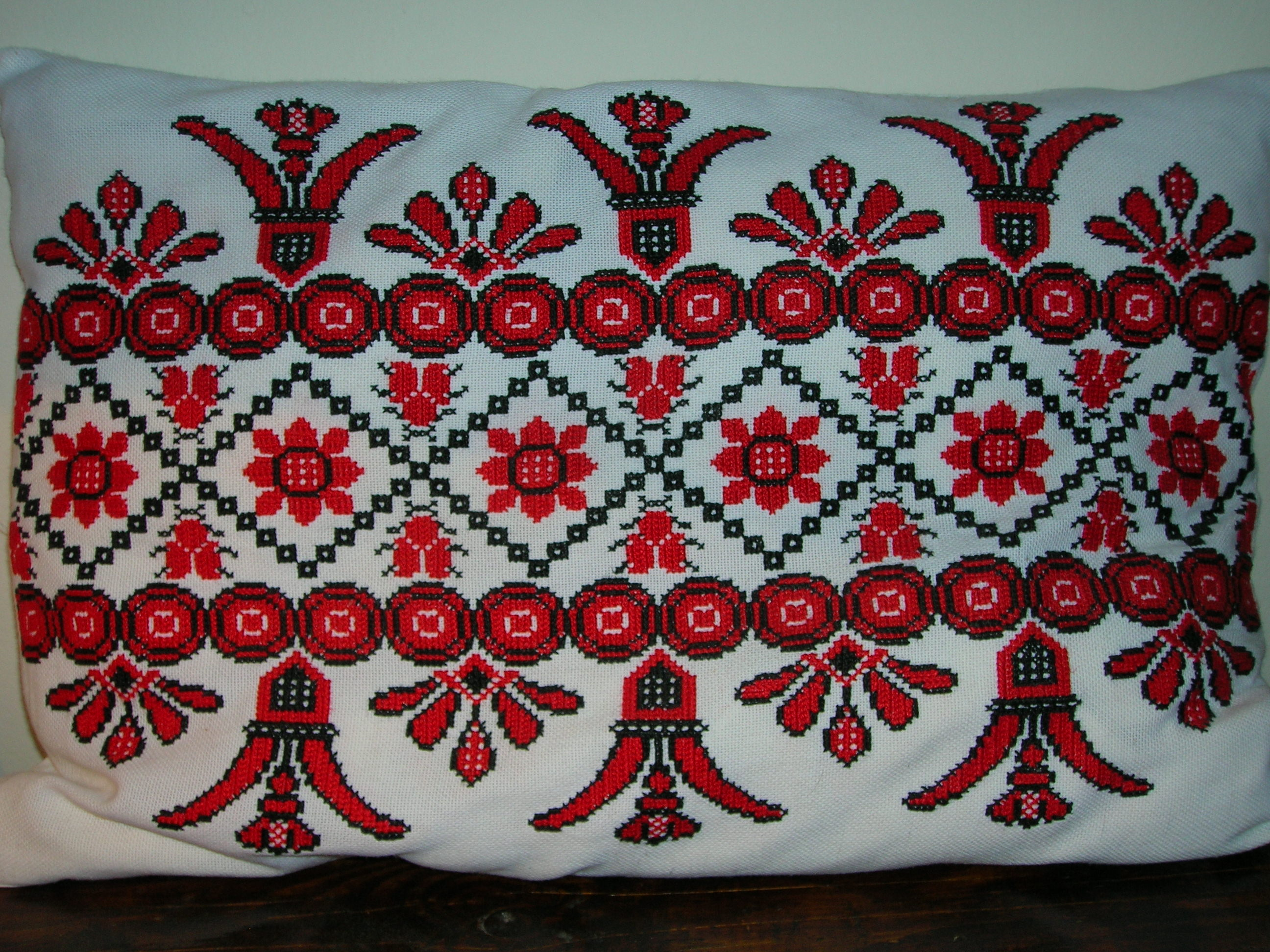
Casa tradizionale, Cuscino
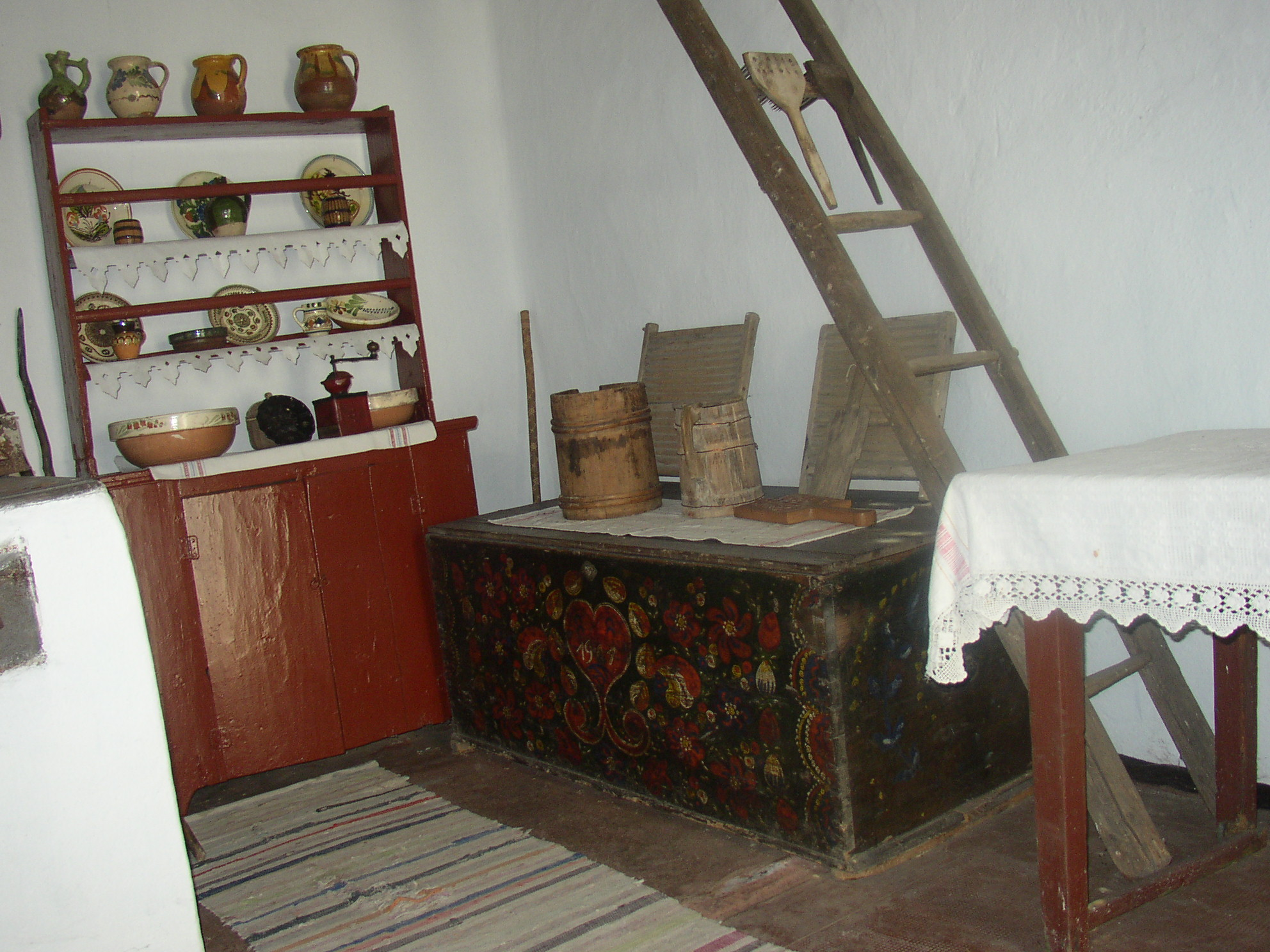
Casa tradizionale, Cucina
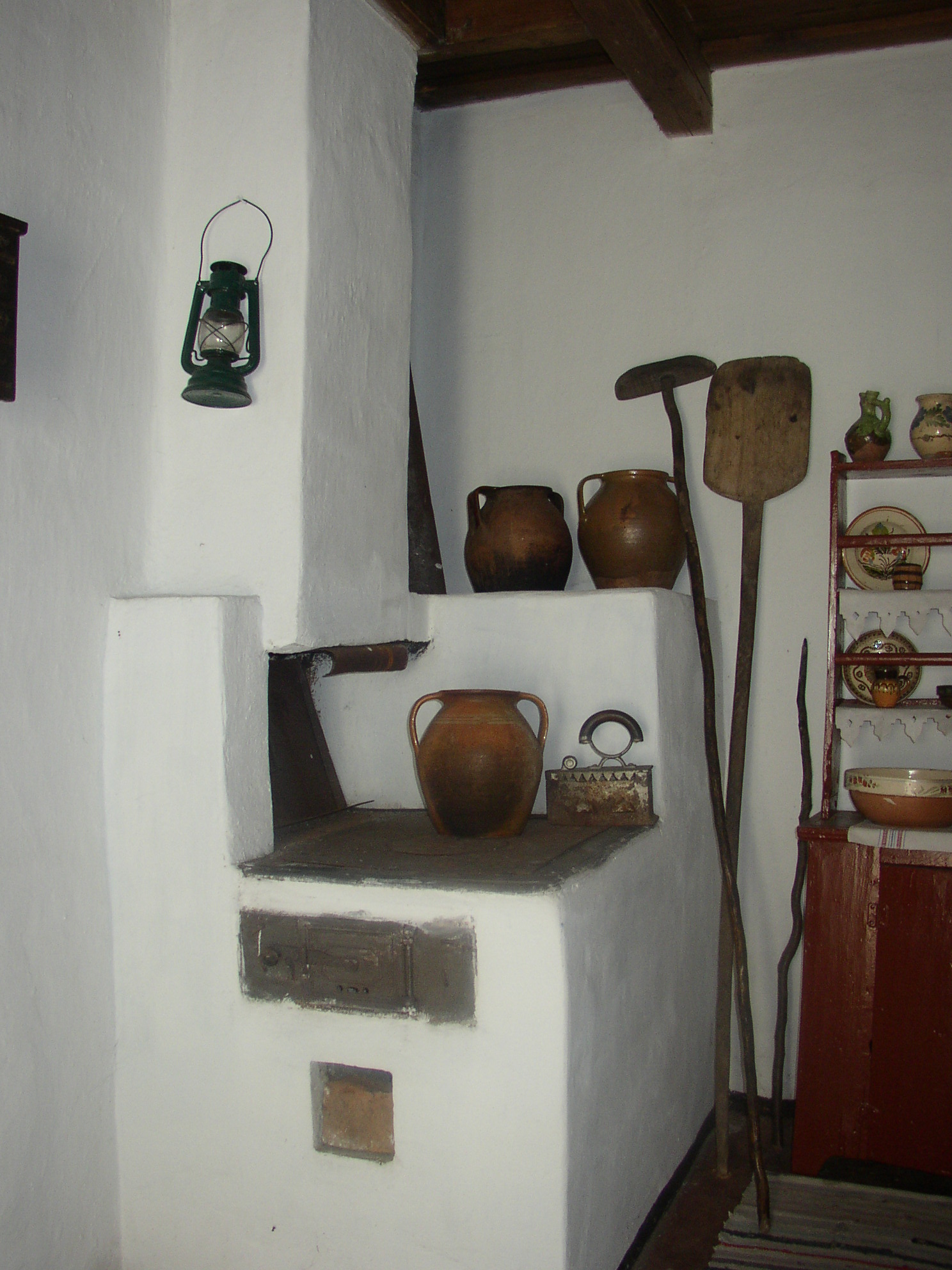
Casa tradizionale, Cucina
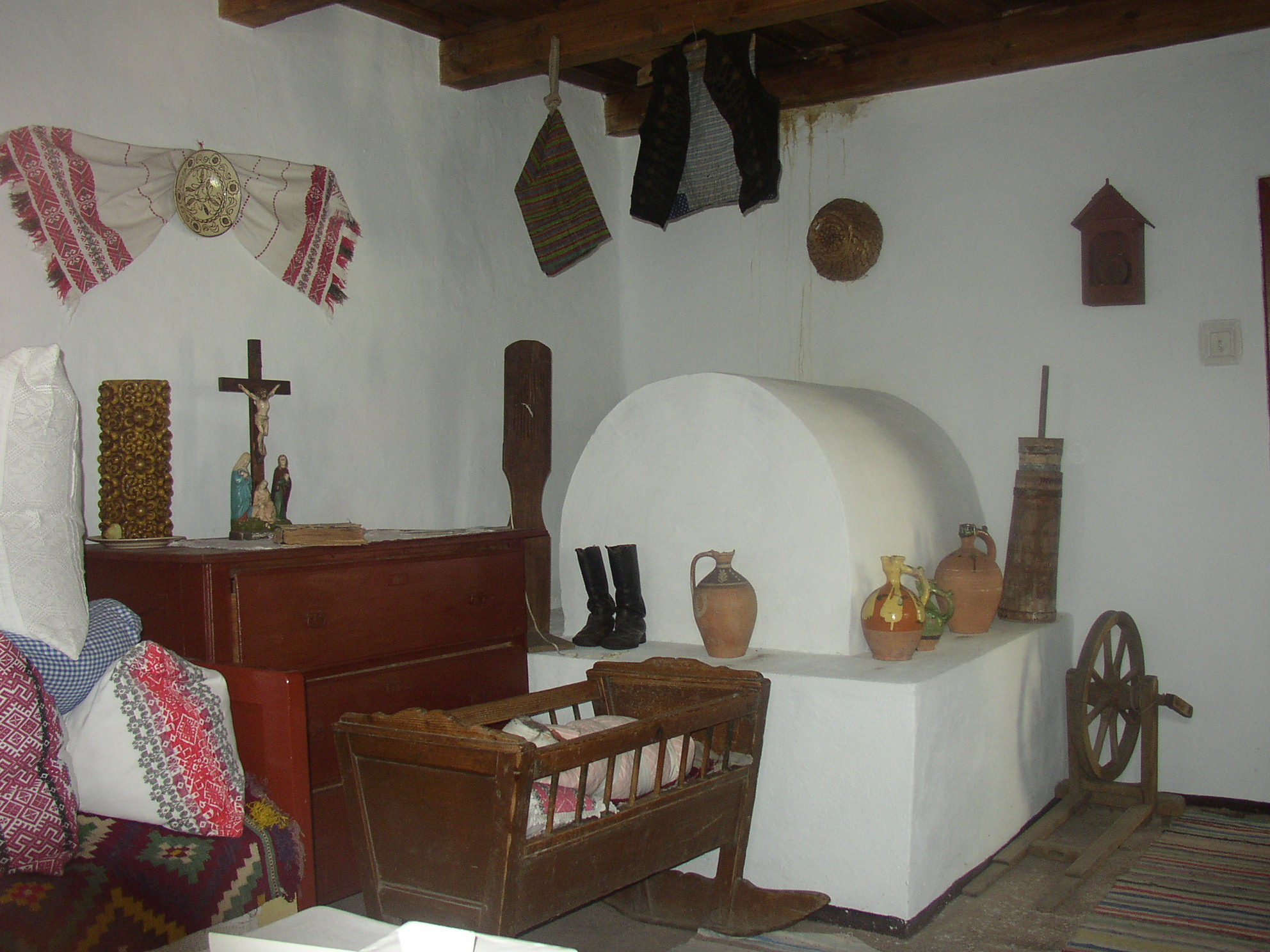
Casa tradizionale, Salotto